# Chiara Beccari
Chiara Beccari (* 27. September 2004 in San Marino) ist eine italienische Fußballspielerin.

## Karriere

### Klub
In ihrer Jugend spielte sie von 2012 bis 2019 bei San Marino Academy und war hier ab 2018 auch schon für die erste Mannschaft aktiv. Ab 2019 schloss sie sich dann weiterhin der Jugend der U19 von Juventus Turin an, für welche sie seit dem Jahr 2021 auch in der Serie A Einsätze bekam. Zur Saison 2022/23 folgte dann eine erste Leihe zum FC Como, wo sie nunmehr Einsätze in der ersten Liga bekam. Zur Saison 2023/24 wurde sie dann wieder verliehen, diesmal zu US Sassuolo.

### Nationalmannschaft
Mit der U17 nahm sie im Herbst 2019 an der Qualifikation für die Europameisterschaft 2020 teil, nach erfolgreicher Qualifizierung fand das Turnier dann aber aufgrund der COVID-19-Pandemie nicht statt. Von April bis Oktober 2021 war sie dann mit der U19 auch in der Qualifikation für deren Europameisterschaft im Jahr 2022 aktiv und erzielte hier sechs Tore sowie fünf Assists. Beim späteren Turnier selbst war sie dann auch dabei und schied mit ihrer Mannschaft jedoch schon nach der Gruppenphase bereits aus. Insgesamt kam sie hier auf einen Treffer sowie zwei Assists.
Am 11. April 2023 kam sie dann zu ihrem Debüt für die A-Nationalmannschaft. Bei einem 2:1-Freundschaftsspielsieg über Kolumbien stand sie in der Startelf und bereitete das zwischenzeitliche 1:0 von Valentina Giacinti vor. Später wurde sie dann für Valentina Bergamaschi in der 75. Minute ausgewechselt. Danach folgten noch ein paar Freundschaftsspieleinsätze.
Am 2. Juli 2023 wurde sie dann schließlich für den finalen Kader bei der Weltmeisterschaft 2023 nominiert. Dort erhielt sie im ersten Gruppenspiel bei einem 1:0-Sieg über Argentinien dann auch mit einem Platz in der Startelf ihr Turnier-Debüt.
Am 24. Juni 2025 wurde sie für den EM-Kader nominiert.